# 孔溫窟哇
孔溫·窟哇，蒙古帝国人物，《蒙古秘史》作古温·兀阿，蒙古札剌亦兒氏，木华黎的父亲。
孔溫窟哇的父亲是帖列格秃·伯颜的儿子，他的名字意为“有车的富翁”，是札剌亦兒氏分支札惕氏的长老。铁木真除掉主儿乞部的撒察别乞后，孔溫窟哇和弟弟赤剌温·孩亦赤（赤老温恺赤）、者卜客归顺铁木真。孔溫窟哇带着他的两个儿子木华黎、不合拜见铁木真，说：“我让他们永远做你的家门内的私属奴隶，他们若敢离开你的门门，就将他们脚筋挑了、心肝割了。”他跟随铁木真攻打蔑儿乞、乃蛮，有功，后来和乃蛮作战失利，铁木真率领七骑逃走，途中没有食物，他逮到骆驼，烧了肉，给铁木真吃。追兵到达，铁木真的马受伤而死，孔溫窟哇把自己的马给了铁木真，自己在后面战斗而死。成吉思汗建立大蒙古国时，木华黎把天神告知的先兆告诉了他，使他想起了孔溫窟哇对木华黎所说的话。为此，让木华黎坐在众人之上，封为国王，子子孙孙世袭。

## 家族
- 父亲：帖列格秃·伯颜
  - 孔溫·窟哇
    - 长子：佚名
    - 次子：佚名
    - 三子：木华黎
      - 孙：孛鲁

    - 四子：不合
      - 孙：忙哥

    - 五子：带孙
      - 孙：秃满带
      - 孙：茶阿台

  - 二弟：赤老温恺赤
    - 侄：秃格
    - 侄：合失
    - 侄：搠阿

  - 三弟：者卜客